# Gun Svensson
Gun Brynhild Svensson, född Nilsson 10 juli 1937 i Stensele församling, Västerbottens län, död 20 maj 2025 i Norrtälje distrikt, var en svensk bloggare och piratpartist som bloggade under namnet Farmor Gun i Norrtälje. År 2009 vann hon Stora bloggpriset i kategorin Politik & samhälle och i valet 2010 kandiderade hon till Sveriges riksdag för Piratpartiet.
Svensson var socialdemokrat fram till 1986 då hon lämnade partiet. År 2006 började hon blogga, främst om nyheter och politik, och i samband med debatterna om FRA-lagen och Telekompaketet började hon engagera sig för mänskliga fri- och rättigheter på Internet, och blev medlem i Piratpartiet.